# Juan Mariano de Goyeneche y Barreda
Pour les autres membres de la famille, voir Goyeneche.
Juan Mariano de Goyeneche y Barreda (né le 29 mars 1788 à Arequipa, dans la vice-royauté du Pérou et mort le 16 novembre 1870) était un militaire, politique et financier espagnol du XIXe siècle.
Il se destine d'abord à la carrière militaire où il obtient le grade de colonel de cavalerie et commandant général des corps civils. Durant les guerres d'indépendance, il prend parti pour la cause royale exerçant le poste d'aide de camp de son frère, le comte de Guaqui dans le Haut-Pérou , durant l'affrontement contre les insurgés haut-péruviens. Son intervention a été particulièrement valeureuse dans la célèbre bataille de Guaqui qui s'est soldée par une large victoire des troupes espagnoles.
L'indépendance du Pérou proclamée en 1821, Juan Mariano reste dans la terre où il est né pour se consacrer aux négoces financiers, miniers, commerciaux, agricoles et élevages et administrant les nombreuses haciendas que possède à l'époque la famille Goyeneche.
Durant l'époque de la vice-royauté du Pérou, Juan Mariano a été membre de la Sala Capitular d'Arequipa, procureur du conseil et membre de la députation d'Arequipa du consulat de Lima. À la suite de l'indépendance du Pérou, connaissant les liens de la famille Goyeneche avec l'Espagne, il souffre de la persécution des patriotes comme ses frères Pedro Mariano (Auditeur de l'audience royale de Charcas, actuelle Sucre) et José Sebastián (évêque d'Arequipa).
En 1825 il se marie avec une habitante d'Arequipa, originaire de la province de Navarre (Espagne), María-Santos de Gamio y Araníbar, fille du riche Bernardo de Gamio y García-Idiáquez. Ils auront cinq enfants et reviendront en Europe.
La population d'Arequipa le choisit comme maire à trois reprises, devenant même préfet de son Département. Il sera en plus membre de la Junta Provisional de la ville de Tacna (Pérou).
Juan Mariano a participé à diverses entreprises consacrées à l'exportation de produits péruviens. principalement la laine de vigogne, le cacao, de l'étain, quinquina et le beaume. Le roi d’Espagne le nomme chevalier de l'ordre militaire de Santiago et commandeur royal de l'ordre d'Isabelle la catholique.